# 国家地方警察広島県本部
国家地方警察広島県本部（こっかちほうけいさつひろしまけんほんぶ）は、旧警察法時代に存在した広島県の都道府県国家地方警察で、自治体警察を設けない地域を管轄区域とする。また国家地方警察広島警察管区本部の行政管理を受ける。
1954年（昭和29年）の新警察法の公布により廃止され、新たに都道府県警察として広島県警察本部が発足した。

## 組織
1948年（昭和23年）時点
- 総務部
  - 秘書調査課、会計課
- 警務部 　 
  - 人事装備課、教養課
- 刑事部 　 
  - 捜査課、鑑識課、防犯統計課
- 警備部 　 
  - 警備課、交通課、通信課

## 地区警察署
1948年（昭和23年）時点
- 安芸地区警察署
- 佐伯地区警察署
- 賀茂地区警察署
- 豊田北地区警察署
- 豊田南地区警察署
- 本江地区警察署
- 御調地区警察署
- 沼隈地区警察署
- 深安地区警察署
- 安佐地区警察署
- 山県東地区警察署
- 山県西地区警察署
- 高田地区警察署
- 双三地区警察署
- 比婆地区警察署
- 世羅地区警察署
- 芦品地区警察署
- 甲奴地区警察署
- 神石地区警察署

## 県内の自治体警察
- 広島市警察
- 呉市警察
- 福山市警察